# Cesáreo Gabaráin
Pour l’actrice espagnole, voir Ane Gabarain.
Cesáreo Gabaráin Azurmendi (Hernani (Guipuscoa), 30 avril 1936 - Antzuola, 30 avril 1991) est un prêtre et compositeur basque de chansons liturgiques comme Pescador de Hombres (Le Chalutier des hommes) ou La muerte no es el final (La Mort  n'est pas la fin).

## Parcours
Cesáreo Gabaráin est né en 1936 à Hernani. Il étudie au séminaire mineur de Saragosse et majeur de Saint-Sébastien et est ordonné prêtre à Saint-Sébastien en 1959. Il travaille comme chapelain à Saint-Sébastien, Madrid et Antzuola, où il meurt d'un cancer en 1991. 
En 1970, il publie son premier disque de chants liturgiques destinés à accompagner la messe. C'est une musique pop avec batterie et guitare électrique, pour accueillir les jeunes dans les églises,.
Au cours de ses années en tant qu'aumônier de différentes écoles, il a été accusé de pédophilie, comme le rapporte le journal espagnol El País,. Quatre anciens élèves de l’école mariste de Chamberí à Madrid accusent Cesáreo Gabaráin d’agressions sexuelles dans les années 1970.